# Peperomia venezueliana
Peperomia venezueliana är en pepparväxtart som beskrevs av C. Dc.. Peperomia venezueliana ingår i släktet peperomior, och familjen pepparväxter. Inga underarter finns listade i Catalogue of Life.